# Платириновые
Платириновые, или дисковые скаты (лат. Platyrhinidae), — семейство хрящевых рыб, традиционно относимое к отряду хвостоколообразных (согласно молекулярно-генетическим данным, образуют базальную группу отряда гнюсообразных). Это скаты, ведущие донный образ жизни, с крупными, уплощёнными грудными и брюшными плавниками в форме сердцевидного диска, длинным хвостом и двумя спинными плавниками. На спине имеется ряд крупных колючек. Шипы у основания хвоста отсутствуют. Обитают в тёплых умеренных, субтропических и тропических водах Тихого океана. Максимальная зарегистрированная длина 91 см. Название семейства происходит от слов др.-греч. πλατύς — «широкий» и ῥινός — «нос».
Платириновые размножаются яйцеживорождением, эмбрионы изначально питаются желтком. Дополнительным источником пищи служат аналоги плаценты. Рацион состоит из червей, ракообразных и моллюсков.

## Классификация
Согласно данным сайта FishBase, на декабрь 2022 года к семейству относят 2 рода и 5 видов:
- Род Platyrhina J. P. Müller & Henle, 1838 — Китайские дисковые скаты, или платирины
  - Platyrhina hyugaensis Iwatsuki, Miyamoto & Nakaya, 2011
  - Platyrhina psomadakisi White & Last, 2016
  - Platyrhina sinensis Bloch & J. G. Schneider, 1801 — Китайский дисковый скат, или платирина
  - Platyrhina tangi Iwatsuki, J. Zhang & Nakaya, 2011
- Род Platyrhinoidis Garman 1881 — Тихоокеанские дисковые скаты
  - Platyrhinoidis triseriata D. S. Jordan & Gilbert, 1880 — Тихоокеанский дисковый скат

## Взаимодействие с человеком
Эти скаты не представляют интереса для коммерческого рыболовства, хотя их мясо съедобно. Иногда они попадаются в качестве прилов при коммерческом промысле.  